# Altamira
För andra betydelser, se Altamira (olika betydelser).

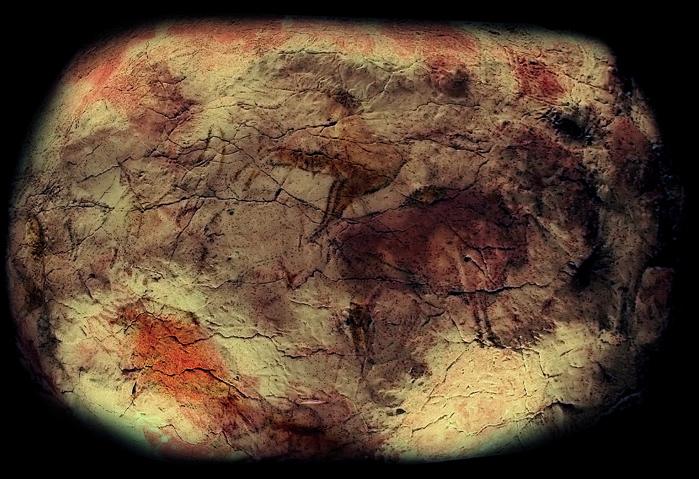
Rekonstruktion av en del av målningarna.

Altamira är en kalkstensgrotta nära samhället Santillana del Mar i Kantabrienprovinsen i norra Spanien, där djurmålningar från tidig paleolitisk tid återupptäcktes år 1879. Sedan 1985 är grottorna av Unesco utnämnda till världsarv. 2002 stängdes dock grottorna sedan det upptäckts att de uråldriga konstverken tagit skada av de många besökarna. Numera finns en kopia av grottan med de stora takmålningarna som är öppen för turister.  Det finns även ett museum på platsen.
Sedan 2007 är grottan ett av 12 ”Guldställen” i Spanien.

## Grottans betydelse
Grottan anses fortfarande vara en av de viktigaste bildkällorna från förhistorisk tid. Målningarna tillhör perioden Magdalénienkulturen och Solutréenkulturen i Senpaleolitikum. Den konstnärliga stilen kallas ”fransk-kantabrisk skola”, vilken kännetecknas av figurernas realism. På mindre än 5 km avstånd från grottan har man upptäckt flera andra håligheter med stenåldersmålningar, men inte lika omfattande som Altamiragrottan. Målningarna av djur är gjorda i polykroma målningar, ristningar, målningar i svart, rött, gult och lila som föreställer djur, människofigurer, abstrakta och nonfigurativa teckningar.

## Historia
En jägare på Marcelino Sanz de Sautuolas ägor upptäckte grottorna 1868 sedan han räddat sin hund som fallit ned i grottan. 1875 berättade en lantbrukare vid godset om grottorna för de Sautuola, som när han undersökte grottorna påträffade spår av stenåldersmänniskor. Målningarna i Altamira upptäcktes 1879 av hans åttaåriga dotter Maria Faustina Sanz Rivarola, som följt med honom under en av hans undersökningar i grottan och sökt sig längre in i grottdjupet. Det var den första gruppen av bilder med stor dimension som var känd vid den tiden. Denna betydande upptäckt och resultatet av de följande undersökningarna om grottan för att fastställa målningarnas autenticitet gjorde att en polemik blossade upp angående de teorier som fanns om människans förhistoriska tid.
Realismen i scenerna orsakade till en början en diskussion om deras äkthet. Erkännandet som ett konstnärligt verk av människor från paleolitisk tid innebar en lång process där man också kom att tydliggöra studierna av människans förhistoria.
Målningarnas första försvarare var själve Marcelino Sanz de Sautuola. Målningarnas betydelse kom att stödjas av de rikt förekommande fynden av andra föremål av likartad karaktär i många europeiska grottor. Vid slutet av 1800-talet hittade man, främst i Frankrike, grottmålningar som utan tvivel kunde förknippas med statyer, reliefer och ristade ben i paleolitiska nivåer i samma tidslager som försvunna djur (mammut, ren, stäppbison etc.).
I detta erkännande kom Henri Breuil att spela en framträdande och positiv roll. Hans arbete på temat "Väggmålningar", som presenterades vid 1902 års kongress för Franska föreningen för främjande av vetenskap, resulterade i betydande förändringar i den tidens forskarteorier.
Émile Cartailhac var en av de största motståndarna till Altamiramålningarnas äkthet. Upptäckten av ristningar och målningar från och med år 1895 i de franska grottorna vid La Mouthe, Combarelles och Font-de-Gaume, gjorde att han fick ompröva sina teser. Efter att ha besökt grottorna, skrev han i tidskriften L'Antropologie (1902) en artikel med titel "Altamiragrotten, en skeptikers erkännande av fel" ("La grotte d'Altamira. Mea culpa d' un sceptiques"). Den artikeln innebär ett allmänt erkännande av de paleolitiska målningar i Altamira.
När målningarnas äkthet hade fastställts började debatten om själva arbetet. Skillnaden i åsikter mellan olika forskare handlar om precisionen i tidsbestämningen, det mystiska syftet med målningarna och deras konstnärliga och arkeologiska värde. Dessa problem påverkar, inte bara Altamiragrottan, utan alla stenålderskonstverk som har upptäckts.
Med stöd av Kol 14-metoden föreslog forskarna Lamings och Leroi-Gurhan att Altamiramålningar dateras till mellan 15 000 och 12 000 f.Kr. De tillhör således Magdalénienkulturen period III.

## Målningarna i Altamira

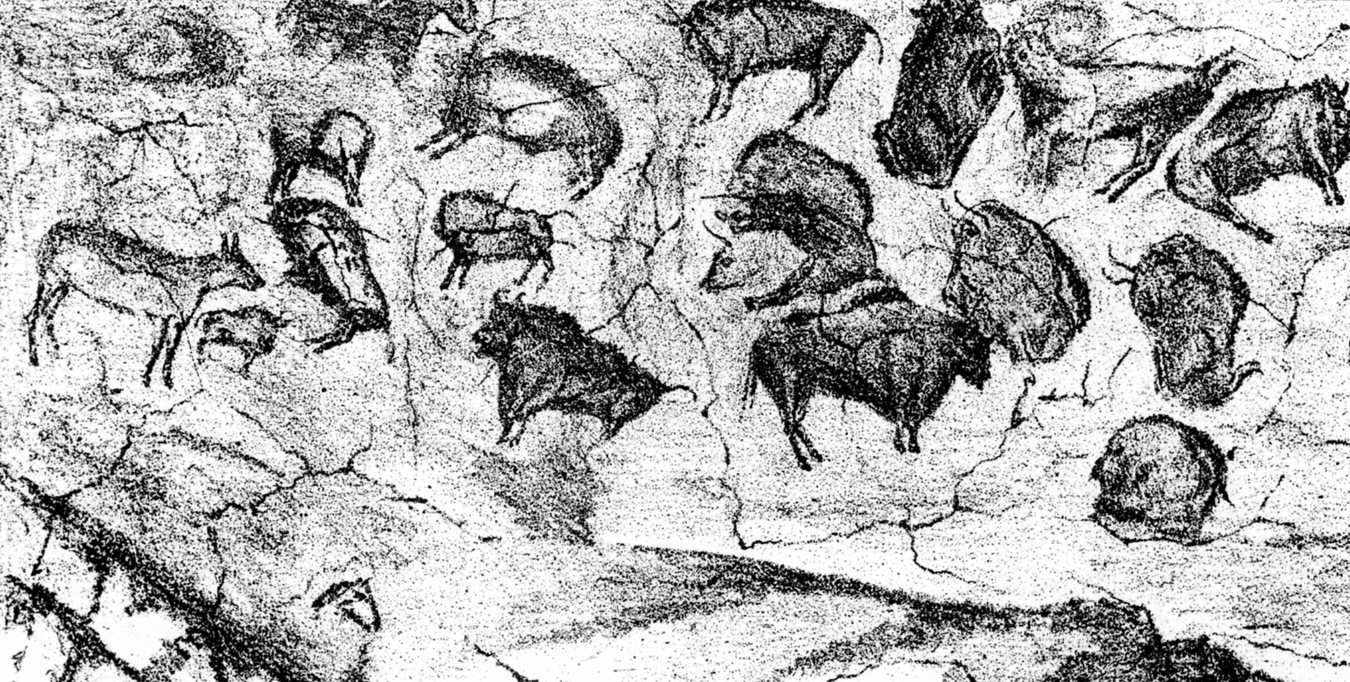
Stora salen med polycroma målningar i Altamira, publicerat av M. Sanz de Sautuola, 1880.

Målningarna i Altamira, Santillana del Mar i (Kantabrien) dateras till perioden år 15000 till 12000 f.Kr.

### Använda pigment
Målningarna är gjorda med mineralpigment (ockra) i färgerna brunt, gult och rött, blandat med animaliskt fett som bindemedel. Figurernas svarta konturlinjer är gjorda med träkol. Målningarna är målade med fingrar, med något verktyg som pensel och ibland har man anbringat färgen genom att blåsa (jfr airbrushmålning).

### Behandling av volym och rörelse
Man har utnyttjat den naturliga reliefen av berget och ibland även format bergsytan för att ge en effekt av volym och rörlighet.

### Ikonografi
Grottmålningarna i Altamira kan ha haft religiös betydelse, ha ingått i fertilitetsriter eller ceremonier för jakt eller kan tolkas som en kamp mellan två klaner representerade av hjort och stäppbison.

### Grottan
Altamiragrottan är ganska liten, den är endast 270 meter lång. Den har en enkel utformning bestående av ett galleri med få förgreningar. Tre zoner kan urskiljas: den första består av en rymlig foajé, upplyst av naturligt ljus och var en plats som föredragits som boplats av generationer sedan början av sedan senpaleolitikum. Den andra zonen är den stora salen med polykroma målningar, som fått smeknamnet ”grottmålningarnas Sixtinska kapell”. Slutligen finns det andra rum och korridorer där det finns fynd av mindre konstnärlig betydelse.
Förmodligen var den verkliga upptäckaren av Altamiragrottorna Modesto Cubillas, en arrendator som vid tillfället var på jakt med sin hund. Han upptäckte grottan och berättade om den för Marcelino Sanz de Sautuola, som han arbetade för. Denne gick in i grottan tillsammans med sin åttaåriga dotter Maria, men lade inte någon vikt vid grottan förrän Maria ropade på honom att komma och titta på några teckningar som gjorts i taket på en av sidogångarna. Sedan dess har Altamiragrottorna studerats noggrant för att man skall förstå dess innebörd, teknik, osv. Valvet är 18 m lång och 9 m brett, men dess ursprungliga höjd (mellan 190 och 110 cm) har ökats på genom att golvet har sänkts för att underlätta betraktandet av målningarna.

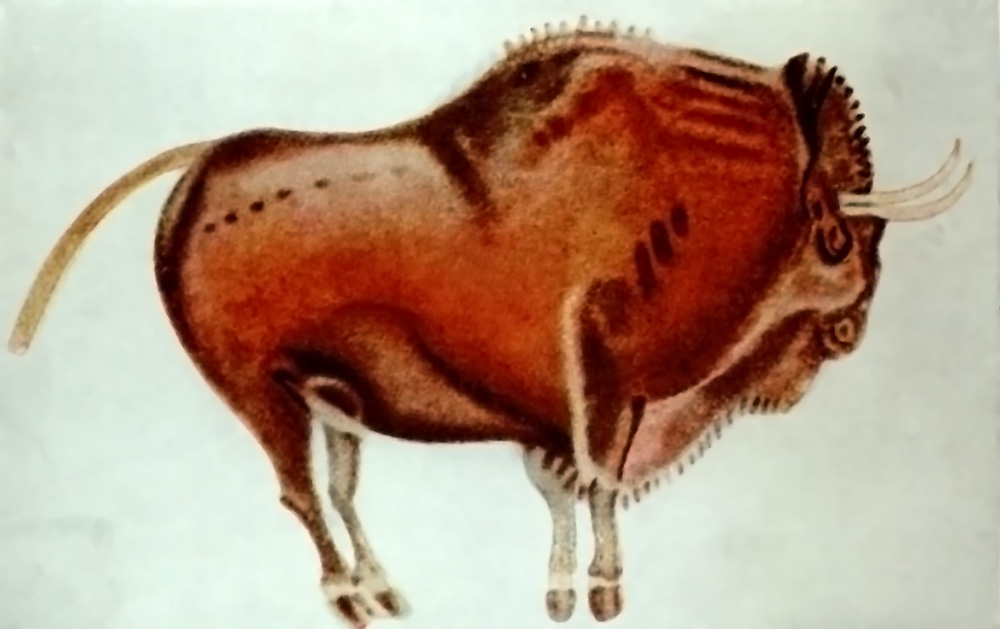
Stäppbison, Altamira.

Det oftast avbildade djuret är stäppbison. Det finns 16 exemplar av varierande storlek, position och målningsteknik. Djuret uppträder tillsammans med hästar, hjortar och abstrakta tecken . Konstnärerna i Altamiragrottorna arbetade fram lösningar på många av de tekniska problem som den visuella framställningen orsakade på stenåldern. Sådana problem var den anatomiska realismen, perspektiv och volym, samt rörelse och polykrom målning.
Känslan av realism uppnås genom användning av den naturliga bergsformen vilket skapar en illusion av volym, färgernas intensitet som fyller de inre ytorna (röd, svart, gul, brun) och den teknik som använts för målning av ytan och typen av ristning som definierar konturerna på djuren.

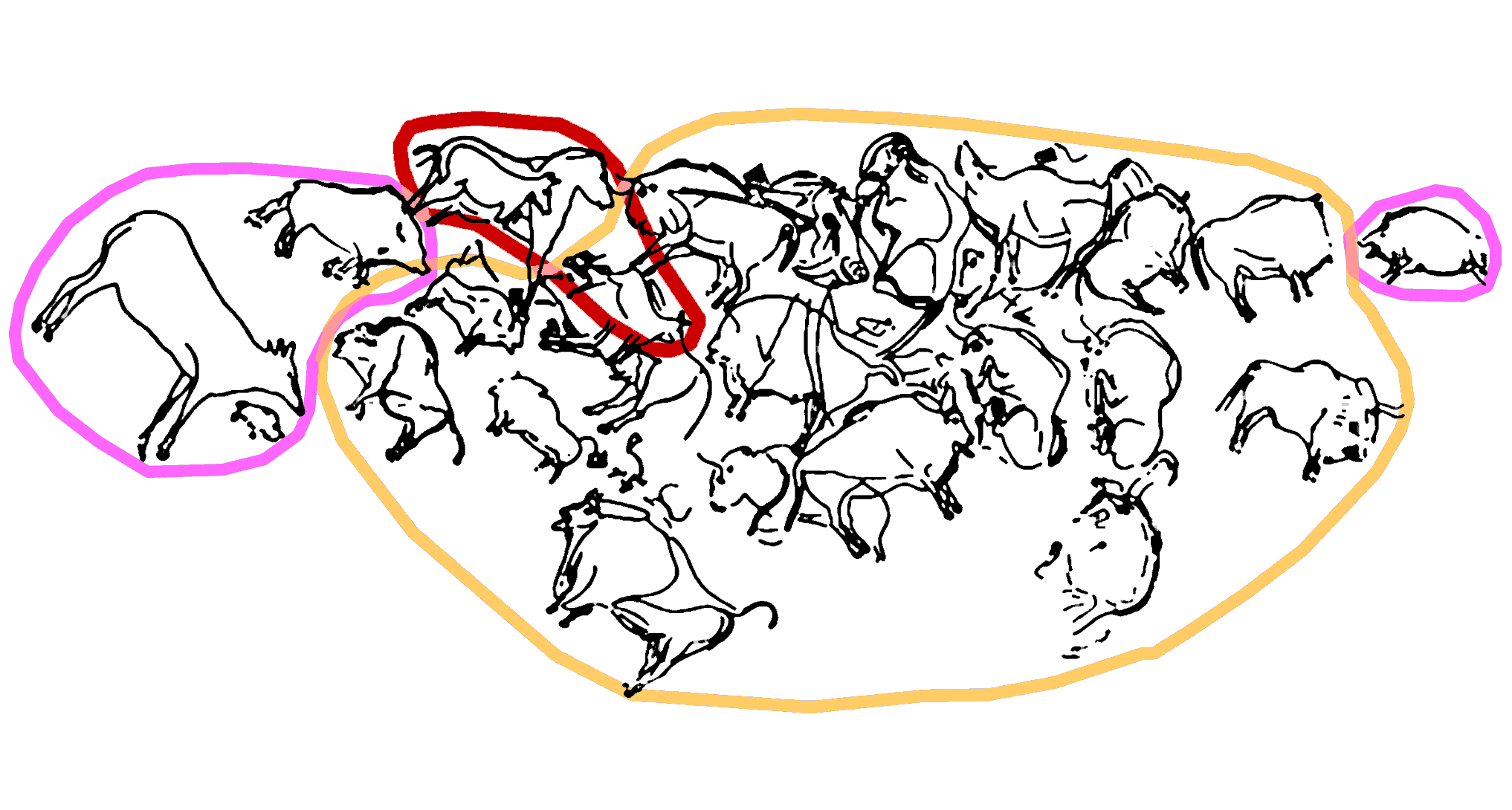
Samhörigheten mellan djuren i stora målningen i Altamiragrottan, enligt Leroi-Gourhans teori.

Den fångade stäppbisonen är en av de mest uttrycksfulla målningarna. Den är målad på en utbuktning i valvet. Konstnären har lyckats passa in stäppbisonen, fångat den, fällt hennes ben och tvingat in den i en position med huvudet nedåt. Bilden framhäver en förmåga till naturalistiska observationer av sin upphovsman och visar en enorm uttryckskraft i kompositionen.
Det stora rådjuret, den största figuren av alla, mäter 2,25 m. Bilden uppvisar en mästerlig teknisk perfektion. Benens utformning, styrkan i linjegravyren och den modellerande färgen ger den en stor realism. Inte desto mindre uppvisar den något tungt, en viss deformation. Sannolikt orsakad av det korta synavståndet för konstnären. Nedanför rådjurets hals visas en liten stäppbisonen ritad i svart konturlinje.
Den ockrafärgade hästen, placerad i ena änden av valvet, har tolkats av Breuil som en av de äldsta figurerna i taket. Denna typ av ponny måste ha varit vanlig längs Kantabriska kusten, då den också är representerad i Tito Bustillogrottan som upptäcktes 1968 i Ribadesella. Den kan mycket väl vara av samma typ som den som finns representerad i grottan i Los Casares.

## Historien om upptäckten av målningarna i Altamira
Altamiragrottan upptäcktes 1868 av en jägaren Modesto Cubillas. Han hittade ingången till grottan när han försökte befria sin hund, som var instängd i sprickorna i berget efter att ha jagat något byte. Vid den tidpunkten väckte nyheten om upptäckten av en grotta inte den minsta intresse bland grannarna i området. Det är ett karstområde, som kännetecknas av att rymma tusentals grottor, varför en mer eller mindre inte betydde någonting nytt.
Marcelino Sanz de Sautuola, lärd paleontolog, måste ha fått höra om förekomsten av grottan direkt av själve Cubillas, andelsarrendatorn på hans gård. Inte desto mindre besökte han den inte förrän 1875. Han gick igenom hela grottan och konstaterade vissa abstrakta tecken som upprepades, såsom svarta ränder, i vilka han inte la någon som helst betydelse och betraktade dem inte som något mänskligt verk. Fyra år senare, sommaren 1879, återvände Sautuola för andra gången till Altamira. Vid detta tillfälle, tillsammans med sin dotter Mary, åtta år. Han var intresserad av att gräva vid ingången till grottan med målet att finna några rester av ben och flinta.
Upptäckten gjorde i själva verket flickan. Medan hennes far var kvar i grottan, tog hon sig upp till ett sidorum. Där såg hon några målningar i taket och skyndade att berätta det för sin far. Sautuola blev förvånad av att se den magnifika samlingen av målningar av dessa underliga djur som täckte praktiskt taget hela valvet.
Följande år 1880, offentliggjorde Sautuola en kort pamflett med titeln Korta noteringar om några förhistoriska föremål. Den innehöll det förhistoriska ursprunget för målningarna och inkluderade en grafisk återgivning. Han visade sin avhandling för professorn i geologi i universitetet i Madrid, Juan Vilanova, som tog emot den som sin egen. Trots detta, accepterades inte Sautuolas teori av fransmännen Cartailhac, Mortillet och Harlan, de mest kända vetenskapliga experterna i förhistoriska och paleontologiska studier i Europa.
Nyheten om upptäckten var så överraskande att den ledde till misstro hos de lärda. De antydde till och med att målningarna måste ha målats av Sautuola själv mellan de två besöken till grottan, och förnekade därmed stenåldersursprunget.
Varken brinnande försvar av Vilanova vid den internationella kongressen för antropologi och arkeologi, som hölls i Lissabon 1880, eller Sautuolas arbete kunde förhindra diskvalificeringen av Altamira.
Oppositionen blev alltmer utbredd. I Spanien, uttalade ordföranden för Sociedad Española de Historia Natural den 1 december 1886 följande:
| ” | (...) dessa målningar har inte karaktär av stenålderskonst, de är inte gamla, inte assyriska och inte feniciska, utan endast ett uttryck som en medelmåttig lärjunge till den moderna skolan skulle kunna ge (... ). | „ |

Sautuola och hans få anhängare stred mot detta utslag. Vilanovas och Sautuolas död verkade definitivt ha dömt målningarna i Altamira till att vara ett modernt bedrägeri.
Målningarna accepterades inte förrän 1902.

## Kulturell inverkan
Flera konstnärer har påverkats av målningar i Altamiragrottan. Efter ett besök utropade Picasso: "Efter Altamira verkar allt dekadent".
Några av de polykroma målningar i grottan är välkända i Spanien då de har använts som bilder på frimärken. Logotypen som används av den regionala regeringen i Kantabrien baserar sig på en stäppbison i grottan för att främja turismen, likaså logotypen för Caja España. Stäppbison har också använts av cigarettmärket ”Bisonte”.
The Caves of Altamira är ett av spåren på amerikanska rockgruppen Steely Dans album The Royal Scam från 1976.